# Forshälla
Forshälla är kyrkbyn i Forshälla socken i Uddevalla kommun i Bohuslän.
I byn ligger Forshälla kyrka.